# Плохие дети
Плохие дети  (англ. The Bad Kids) — документальный фильм США 2016 года об учениках из группы повышенного риска по неуспеваемости, которые посещают альтернативную школу в г. Юкка-Вэлли (англ. Yucca Valley), штат Калифорния.

## Сюжет
Фильм рассказывает о жизни трех школьников из группы повышенного риска в течение года в альтернативной школе Black Rock Continuation High School. В центре сюжета директор Вонда Виланд (англ. Vonda Viland), которая шефствует над подростками: Ли Бриджесом (англ. Lee Bridges), отцом маленького сына от одноклассницы, которому с трудом удается прокормить семью; Дженнифер Коффилд (англ. Jennifer Coffield), которая не получает поддержки от своей семьи в учебе; и Джои МакГи (англ. Joey McGee), который живёт в неблагополучной семье, где принимают наркотики.